# 빌 무미
빌 무미(Bill Mumy, 1954년 2월 1일 ~ )는 미국의 배우이다.

## 출연 작품
- TV의 선구자 (2008)
- 지구침략:기계들의 반란 (2006)
- 하늘을 보라 - 슈퍼맨의 놀라운 이야기 (2006)
- 세가지 소망 (1995)
- 전함 바비론 (1994)
- 더블 폴리스 (1992)
- 캡틴 아메리카 (1990)
- 환상 특급 (1983)
- 선샤인 (1973)
- 빠삐용 (1973)
- 여섯 소년들 (1971)
- 래스컬 (1969)
- 와일드 인 더 스트리트 (1968)
- 우주가족 로빈슨 (1965)
- 내 사랑 비비 (1965)
- 아내는 요술쟁이 (1964)
- 기다리는 아이 (1963)
- 틱클리시 어페어 (1963)
- 태미 텔 미 트루 (1961)
- 디즈니랜드 (1954)